# Seleção Portuguesa de Rugby Sevens
A Seleção Portuguesa de Râguebi Sevens Masculino é a representante nacional de Portugal em campeonatos e partidas de rugby sevens. A Seleção Nacional Portuguesa jogou pela primeira vez em 1992, no Catania Sevens, Qualificatório Europeu da Taça do Mundo de 1993. A equipe joga em competições como a Série Mundial de Rugby Sevens, a Copa Europeia de Rugby Sevens e a Copa do Mundo de Rugby Sevens. Portugal tem um recorde de oito títulos europeus (2002, 2003, 2004, 2005, 2006, 2008, 2010 e 2011), apesar de Portugal não ter feito as semifinais desde 2012. Pedro Leal e Gonçalo Foro são dois notáveis jogadores de sevens pela Seleção Portuguesa.

## Histórico de torneios

### Série Mundial de Sevens
Portugal foi uma equipa principal na Série Mundial de Rugby Sevens, que começou na temporada 2012-2013, mas terminou em último lugar entre as equipas centrais da Série Mundial de 2015-16 e foi rebaixada.

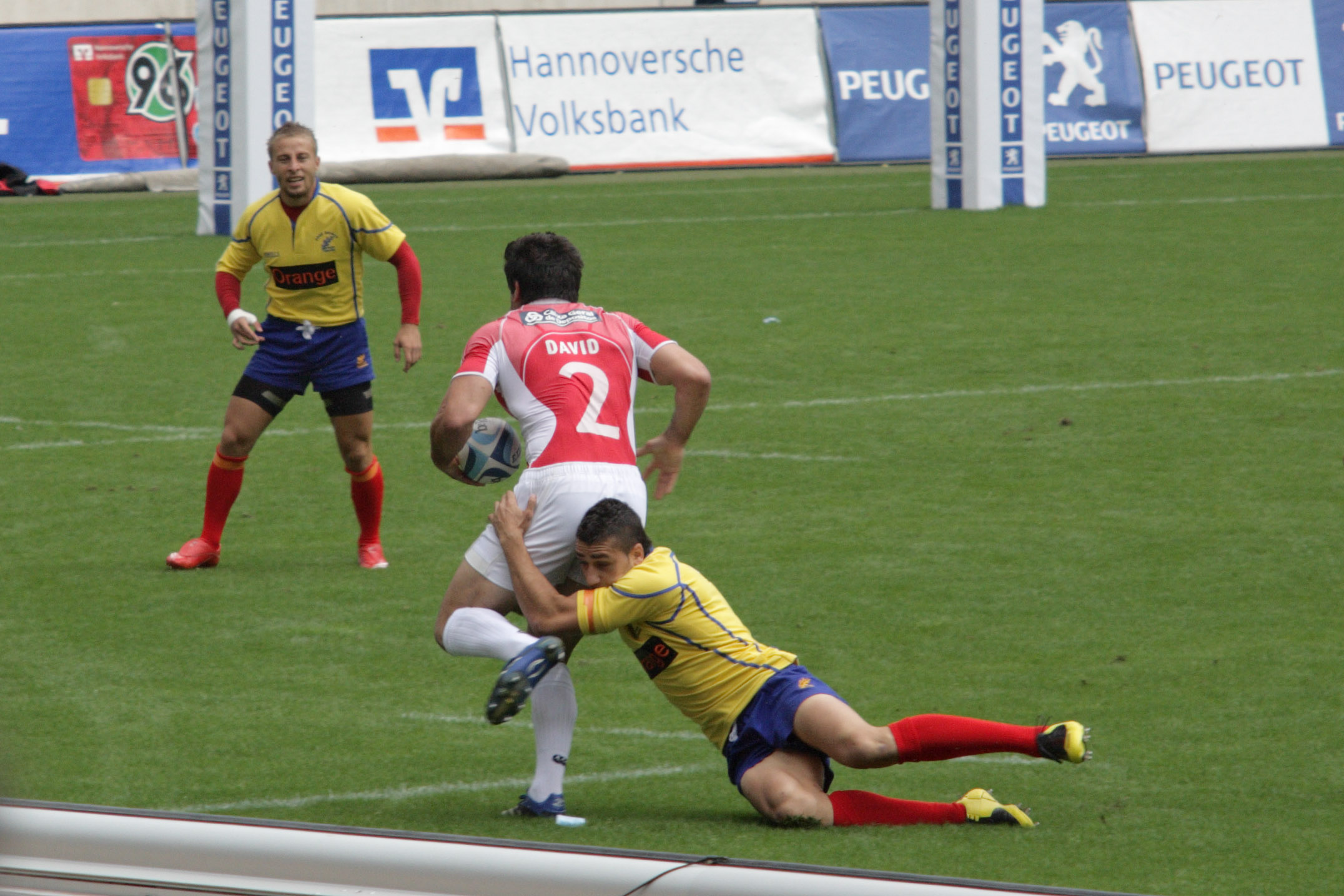
Portugal x Roménia pelo Europeu de 2008.

### Olimpíadas
Portugal jamais qualificou-se para a disputa dos Jogos Olímpicos.

### Rugby World Cup Sevens
| 1993  | Não qualificou-se      | Não qualificou-se | Não qualificou-se | Não qualificou-se | Não qualificou-se | Não qualificou-se |
| 1997  | Quartos-de-final Bowl  | 21st              | 5                 | 0                 | 5                 | 0                 |
| 2001  | Finalista do Bowl      | 18th              | 8                 | 3                 | 4                 | 1                 |
| 2005  | Finalista Plate        | 10th              | 8                 | 4                 | 4                 | 0                 |
| 2009  | Meias finais Plate     | 11th              | 5                 | 2                 | 3                 | 0                 |
| 2013  | Quartos-de-final Plate | 13th              | 4                 | 1                 | 3                 | 0                 |
| 2018  | Não qualificou-se      | Não qualificou-se | Não qualificou-se | Não qualificou-se | Não qualificou-se | Não qualificou-se |
| Total | 0 títulos              | 5/7               | 30                | 10                | 19                | 1                 |